# Tetzoyocan
Tetzoyocan är en ort i Mexiko.   Den ligger i kommunen Yehualtepec och delstaten Puebla, i den sydöstra delen av landet, 170 km öster om huvudstaden Mexico City. Tetzoyocan ligger 2 012 meter över havet och antalet invånare är 5 593.
Terrängen runt Tetzoyocan är kuperad norrut, men söderut är den platt. Runt Tetzoyocan är det ganska tätbefolkat, med 100 invånare per kvadratkilometer. Närmaste större samhälle är Tecamachalco, 14,4 km norr om Tetzoyocan. Trakten runt Tetzoyocan består till största delen av jordbruksmark.